# Франклін Марен
Франклін Марен Кастільйо (ісп. Franklin Marén Castillo; нар. 9 березня 1987, провінція Сантьяго-де-Куба) — кубинський борець вільного стилю, бронзовий призер чемпіонату світу, дворазовий переможець та бронзовий призер Панамериканських чемпіонатів, срібний призер Панамериканських ігор.

## Життєпис
З 2009 року тренується під керівництвом Хуліо Мендьєти.

## Спортивні результати на міжнародних змаганнях

### Виступи на Чемпіонатах світу
| Змагання                        | Збірна | Вагова категорія          | Місце  |
| ------------------------------- | ------ | ------------------------- | ------ |
| Чемпіонат світу з боротьби 2015 | Куба   | вільна боротьба, до 65 кг | 19     |
| Чемпіонат світу з боротьби 2018 | Куба   | вільна боротьба, до 70 кг | Бронза |
| Чемпіонат світу з боротьби 2022 | Куба   | вільна боротьба, до 74 кг | 25     |

### Виступи на Панамериканських чемпіонатах
| Змагання                                   | Збірна | Вагова категорія          | Місце  |
| ------------------------------------------ | ------ | ------------------------- | ------ |
| Панамериканський чемпіонат з боротьби 2013 | Куба   | вільна боротьба, до 66 кг | Золото |
| Панамериканський чемпіонат з боротьби 2017 | Куба   | вільна боротьба, до 65 кг | Золото |
| Панамериканський чемпіонат з боротьби 2022 | Куба   | вільна боротьба, до 74 кг | Бронза |

### Виступи на Панамериканських іграх
| Змагання                  | Збірна | Вагова категорія          | Місце  |
| ------------------------- | ------ | ------------------------- | ------ |
| Панамериканські ігри 2015 | Куба   | вільна боротьба, до 65 кг | Срібло |

### Виступи на Кубках світу
| Змагання                    | Збірна | Вагова категорія          | Місце |
| --------------------------- | ------ | ------------------------- | ----- |
| Кубок світу з боротьби 2009 | Куба   | вільна боротьба, до 66 кг | 7     |
| Кубок світу з боротьби 2015 | Куба   | вільна боротьба, до 65 кг | 7     |
| Кубок світу з боротьби 2018 | Куба   | команда                   | 4     |
| Кубок світу з боротьби 2019 | Куба   | команда                   | 5     |

### Виступи на Центральноамериканських і Карибських чемпіонатах
| Змагання                                                       | Збірна | Вагова категорія          | Місце  |
| -------------------------------------------------------------- | ------ | ------------------------- | ------ |
| Центральноамериканський і Карибський чемпіонат з боротьби 2018 | Куба   | вільна боротьба, до 74 кг | Золото |

### Виступи на Центральноамериканських і Карибських іграх
| Змагання                                     | Збірна | Вагова категорія          | Місце  |
| -------------------------------------------- | ------ | ------------------------- | ------ |
| Центральноамериканські і Карибські ігри 2018 | Куба   | вільна боротьба, до 74 кг | Золото |

### Виступи на інших змаганнях
| Змагання                                    | Збірна | Вагова категорія                 | Місце  |
| ------------------------------------------- | ------ | -------------------------------- | ------ |
| Cerro Pelado International 2012             | Куба   | вільна боротьба, до 66 кг        | Бронза |
| Cerro Pelado International 2013             | Куба   | вільна боротьба, до 66 кг        | Бронза |
| Кубок Гранми з боротьби 2014                | Куба   | вільна боротьба, до 65 кг        | Золото |
| Кубок Гранми з боротьби 2015                | Куба   | вільна боротьба, до 65 кг        | Бронза |
| Beat the Streets 2015                       | Куба   | вільна боротьба, до 65 кг        | Срібло |
| Cerro Pelado International 2016             | Куба   | вільна боротьба, до 70 кг        | Золото |
| Cerro Pelado International 2017             | Куба   | вільна боротьба, до 65 кг        | Золото |
| Кубок Канади з боротьби 2017                | Куба   | вільна боротьба, до 70 кг        | Золото |
| Гран-прі «Іван Яригін» 2018                 | Куба   | вільна боротьба, до 70 кг        | 7      |
| Cerro Pelado International 2018             | Куба   | вільна боротьба, до 70 кг        | Золото |
| Beat the Streets 2018                       | Куба   | Multiple Style Event, до LL70 кг | Срібло |
| Гран-прі «Іван Яригін» 2019                 | Куба   | вільна боротьба, до 74 кг        | 5      |
| Cerro Pelado International 2019             | Куба   | вільна боротьба, до 70 кг        | Бронза |
| Кубок Гранми і Серро-Пеладо з боротьби 2020 | Куба   | вільна боротьба, до 74 кг        | Срібло |